# Hippotion canens
Hippotion canens är en fjärilsart som beskrevs av Jordan 1926. Hippotion canens ingår i släktet Hippotion och familjen svärmare. Inga underarter finns listade i Catalogue of Life.